# Tần Cảnh công
Tần Cảnh công (chữ Hán: 秦景公, trị vì 576 TCN-537 TCN), còn gọi là Tần Hi công (秦僖公), tên thật là Doanh Hậu (嬴後), là vị quân chủ thứ 18 của nước Tần - chư hầu nhà Chu trong lịch sử Trung Quốc.
Ông là con trai của Tần Hoàn công, vua thứ 17 của nước Tần. Năm 576 TCN, Tần Hoàn công mất, Doanh Hậu lên nối ngôi, tức là Tần Cảnh công.

## Sự nghiệp
Tấn và Tần từng xảy ra chiến tranh từ thời Tần Mục công, kéo dài nhiều năm. Năm 562 TCN, Tấn tấn công nước Trịnh, một đồng minh của Tần và Sở, Tần đem quân cứu Trịnh, đánh bại quân Tấn ở đất Lịch.
Năm 559 TCN, Tấn Điệu công làm bá chư hầu, dẫn đầu liên quân 13 nước đánh Tần và giết chết rất nhiều binh lính của Tần. Quân Tần thua chạy, bị quân Tấn truy đuổi, vượt qua sông Kinh Thủy đến thành Vực Lâm mới quay lại.
Năm 549 TCN, Tần Cảnh công đến hội chư hầu cùng Tấn Bình công để cùng giảng hòa.
Năm 541 TCN, em cùng mẹ Tần Cảnh công là Hậu Tử Châm được biệt đãi, trở nên giàu có. Có người bèn tố cáo Hậu Tử Châm phạm pháp, Hậu Tử Châm bỏ trốn sang nước Tấn nương nhờ Tấn Bình công, mang theo rất nhiều của cải.
Năm 537 TCN, Tần Cảnh công qua đời. Ông ở ngôi được 40 năm, con ông là Tần Ai công lên nối ngôi. Em ông là Hậu Tử Châm lại trở về nước Tần.

## Lăng mộ
Năm 1976, ngôi mộ của ông được phát hiện. Các nhà khảo cổ đã dành tới mười năm để khai quật ngôi mộ, đó là ngôi lớn nhất trong số 43 ngôi mộ được phát hiện cùng địa điểm. Nó giống một kim tự tháp ngược. Đây là ngôi mộ lớn nhất từng được khai quật ở Trung Quốc. Hơn 180 quan tài chứa 186 hài cốt đã được tìm thấy trong mộ, có lẽ là nạn nhân của việc tuẫn táng người sống.